# Maute
Ne doit pas être confondu avec Mautes.
Maute (tagalog : Pangkat ng Maute), se désignant également sous le nom d'État islamique de Lanao, est un groupe djihadiste opérant aux Philippines.

## Histoire

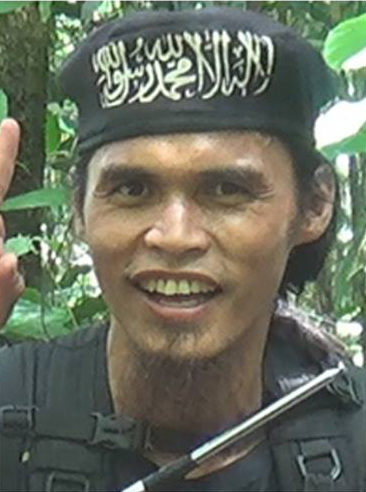
Omarkhayam Maute
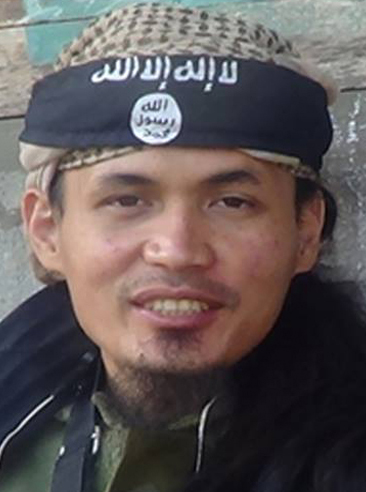
Abdoullah Maute

La formation se compose d'anciens membres du Front Moro islamique de libération (FMIL) et de combattants étrangers. Elle est fondée en 2012 ou 2013 par Abdoullah Maute et ses frères, hostiles aux négociations de paix entre le FMIL et le gouvernement des Philippines,. Elle est localisée dans la province de Lanao du Sud (au sein de la région autonome en Mindanao musulmane), sur l'île de Mindanao dans l'archipel philippin. Le groupe prête allégeance à l'État islamique. Il est alors renforcé par des combattants issus de divers groupes islamistes philippins : Abou Sayyaf, le BIFF (en), le Front Moro islamique de libération, Ansar Khilafah aux Philippines, la Katibat Ansar al-Charia, la Katibat Marakah al-Ansar, Jund al-Tawhid et le Jamaat al-Tawhid wal-Jihad. Selon le gouvernement philippin, le groupe compterait également des Malaisiens et des Indonésiens dans ses rangs. En juin 2017, lors de la bataille de Marawi, des Tchétchènes, des Yéménites et des Saoudiens auraient également été aperçus.
Le premier combat important avec les forces armées philippines de ce groupe est l'attaque de Butig (en) en février 2016, au cours de laquelle l'assaut est donné par les troupes étatiques contre le quartier général de Maute, à Butig,. En septembre 2016, Maute perpètre un attentat à la bombe qui 16 morts et 70 blessés dans un marché à Davao. En novembre 2016, Maute lance un nouvel assaut sur Butig (en). En décembre 2016, les services philippins déjouent un attentat contre l'ambassade des États-Unis à Manille.
Le 23 mai 2017, le groupe Maute déclenche une offensive contre la ville de Marawi, et prend le contrôle d'une partie importante du centre urbain, prenant en otage des chrétiens rassemblés pour la messe et résistant plusieurs semaines aux offensives de l'armée philippine. L'armée philippine prend la ville le 23 octobre 2017, après cinq mois de combats et au prix d'au moins 165 morts pour les militaires et 920 tués du côté des djihadistes. Au cours des combats, Abdoullah Maute est tué entre le 14 et le 26 août 2017. Omarkhayam Maute trouve la mort à son tour le 16 octobre 2017.
Durant la bataille, la matriarche du groupe Ominta Romato "Farhana" Maute est arrêtée le 9 juin à Masiu (Lanao del Sur) alors qu'elle cherche à acheter armes et munitions. L'enquête révèle qu'elle est la financière et organisatrice du groupe, ce par le biais du réseau commercial qu'elle possède dans le pays.
Depuis, ce que la hiérarchie militaire philippine considère comme un groupe terroriste survit en exerçant une sorte de pizzo à l'encontre des populations locales.